# Oaktown
Oaktown és una població dels Estats Units a l'estat d'Indiana. Segons el cens del 2000 tenia 633 habitants.

## Demografia
Segons el cens del 2000, Oaktown tenia 15 habitants, 4 habitatges, i 4 famílies. La densitat de població era de 872,9 habitants/km².
Dels 4 habitatges en un 27,4% hi vivien nens de menys de 18 anys, en un 53,2% hi vivien parelles casades, en un 11,1% dones solteres, i en un 32,9% no eren unitats familiars. En el 27,8% dels habitatges hi vivien persones soles el 15,5% de les quals corresponia a persones de 65 anys o més que vivien soles. El nombre mitjà de persones vivint en cada habitatge era de 2,35 i el nombre mitjà de persones que vivien en cada família era de 2,82.
Per edats la població es repartia de la següent manera: un 21,6% tenia menys de 18 anys, un 7,7% entre 18 i 24, un 24,3% entre 25 i 44, un 23,1% de 45 a 60 i un 23,2% 65 anys o més.
L'edat mediana era de 42 anys. Per cada 100 dones de 18 o més anys hi havia 87,9 homes.
La renda mediana per habitatge era de 80.481 $ i la renda mediana per família de 88.222 $. Els homes tenien una renda mediana de 80.000 $ mentre que les dones 48.636 $. La renda per capita de la població era de 14.417 $. Entorn del 13,3% de les famílies i el 17,6% de la població estaven per davall del llindar de pobresa.

## Poblacions més properes
El següent diagrama mostra les poblacions més properes.